# Hier, aujourd'hui, demain
Ne doit pas être confondu avec Hier, aujourd'hui et demain.
Hier, aujourd'hui, demain était une émission de télévision culturelle française mensuelle présentée (un mercredi par mois) par Frédéric Taddeï, programmée à partir de septembre 2016 en deuxième partie de soirée sur France 2 (à partir de 23 h 30), jusqu'en juin 2017.

## Présentation de l'émission
L'émission succède à Ce soir (ou jamais !) (arrêtée faute d'audience en juin 2016) dont elle est la digne héritière de par sa nature d'émission culturelle littéraire et de débat, diffusée sur la même chaîne de télévision et présentée par le même animateur,. L'animateur Frédéric Taddeï y reçoit des auteurs pour faire le tour de l'actualité intellectuelle. Chaque émission, tournée à la Plaine Saint-Denis dans un décor « abstrait », comporte plusieurs interviews ainsi qu'un débat entre deux personnalités.
L'émission s'arrête au terme de son unique saison, après la diffusion d'un dernier numéro le 8 juin 2017. 